# Parceria A. M. Pereira
A Parceria A. M. Pereira é uma editora portuguesa, fundada em 1848 por António Maria Pereira, na época sob o nome Livraria António Maria Pereira. É, assim, a mais antiga casa editora portuguesa.
Editou os maiores escritores portugueses do século XIX, como Camilo Castelo Branco, Júlio César Machado, Ramalho Ortigão, Oliveira Martins, Eça de Queirós, entre outros. Editou tambem Os Lusiadas de Luís de Camões cinco vezes (1874, 1875, 1876, 1882, 1898).
Foi a única editora a editar uma obra de Fernando Pessoa em vida, o seu livro Mensagem, em 1934.